# 能見台東
能見台東（のうけんだいひがし）は、神奈川県横浜市金沢区の町名。丁目の設定のない単独町名である。住居表示実施済み区域。

## 地理
能見台駅の南西に位置する。かつては日平トヤマの工場があったが、横浜横須賀道路建設のため移転し、跡地に高層マンション「ビーコンヒル能見台」やイトーヨーカドーが建設され、堀口能見台ICが整備された。

## 歴史
詳細については、能見台#歴史を参照。

### 沿革
- 2000年（平成12年）10月23日 - 住居表示の実施（金沢区堀口地区）[6]に伴い、堀口の一部から能見台東を新設する[7]。

## 世帯数と人口
2025年（令和7年）6月30日現在（横浜市発表）の世帯数と人口は以下の通りである。
| 町丁     | 世帯数    | 人口    |
| -------- | --------- | ------- |
| 能見台東 | 2,402世帯 | 5,024人 |

### 人口の変遷
国勢調査による人口の推移。
| 年                 | 人口  |
| ------------------ | ----- |
| 2005年（平成17年） | 5,794 |
| 2010年（平成22年） | 5,989 |
| 2015年（平成27年） | 5,762 |
| 2020年（令和2年）  | 5,493 |

### 世帯数の変遷
国勢調査による世帯数の推移。
| 年                 | 世帯数 |
| ------------------ | ------ |
| 2005年（平成17年） | 2,260  |
| 2010年（平成22年） | 2,311  |
| 2015年（平成27年） | 2,295  |
| 2020年（令和2年）  | 2,331  |

## 学区
市立小・中学校に通う場合、学区は以下の通りとなる（2024年11月時点）。
| 番・番地等 | 小学校               | 中学校             |
| ---------- | -------------------- | ------------------ |
| 全域       | 横浜市立能見台小学校 | 横浜市立富岡中学校 |

## 事業所
2021年（令和3年）現在の経済センサス調査による事業所数と従業員数は以下の通りである。
| 町丁     | 事業所数 | 従業員数 |
| -------- | -------- | -------- |
| 能見台東 | 74事業所 | 1,461人  |

### 事業者数の変遷
経済センサスによる事業所数の推移。
| 年                 | 事業者数 |
| ------------------ | -------- |
| 2016年（平成28年） | 65       |
| 2021年（令和3年）  | 74       |

### 従業員数の変遷
経済センサスによる従業員数の推移。
| 年                 | 従業員数 |
| ------------------ | -------- |
| 2016年（平成28年） | 1,522    |
| 2021年（令和3年）  | 1,461    |

## 交通
- 国道16号

## 施設
- イトーヨーカドー 能見台店
- 堀口西公園

## その他

### 日本郵便
- 郵便番号 : 236-0058[3]（集配局：横浜金沢郵便局[15]）

### 警察
町内の警察の管轄区域は以下の通りである。
| 番・番地等 | 警察署     | 交番・駐在所   |
| ---------- | ---------- | -------------- |
| 全域       | 金沢警察署 | 能見台駅前交番 |